# Campo cuántico libre
Un campo cuántico libre es un campo cuántico sin autointeracción por lo que su evolución temporal es más sencilla de calcular. Los campos cuánticos libres son aproximaciones al comportamiento de los campos cuánticos con interacción conocidos. Sin embargo, los campos con interacción conducen a fenómenos no lineales complejos y en ocasiones resulta hacer ciertos cálculos con ellos. Los campos cuánticos pueden constituir una primera aproximación a los campos reales bajo ciertas condiciones.
Desde un punto de vista más teórico los campos libres son los únicos modelos consistentes de la teoría cuántica de campos axiomática para campos el espacio-tiempo cuatridimensional que han podido para campos cuánticos tridimensinales.

## Introducción
La analogía entre osciladores y campo de la segunda cuantización se aplica directamente en el proceso de cuantización de un campo libre, aquel cuyas ecuaciones de campo son lineales. La equivalencia con un sistema de osciladores armónicos acoplados es exacta, y la energía del campo viene dada por la suma de la energía de cada partícula individual. Puesto que no hay contribuciones adicionales, las partículas son libres y no interaccionan entre sí, de ahí el nombre de campo libre. Como consecuencia de la ausencia de interacción, el número de dichas partículas permanece constante. Existen sutilezas a tener en cuenta dependiendo del tipo de campo involucrado, o en el caso fermiónico, aunque el proceso y resultados básicos son los mismos.

## Detalles matemáticos
Matemáticamente, un campo cuántico libre viene definido por un operador autoadjunto definido para punto del espacio (técnicamente no es una función del espacio tiempo en el conjunto de operadores sino una distribución) este operador tiene ciertos requerimientos de covariancia de Lorentz:
1. El campo como un observable que es debe ser autoadjunto: {\displaystyle {\hat {\phi }}(x)={\hat {\phi }}(x)^{\dagger }}.
2. Existe una representación unitaria U del grupo de Poincaré, que representa a las traslaciones espacio-temporales como: {\displaystyle U(\Delta _{a})^{\dagger }{\hat {\phi }}(x)U(\Delta _{a})={\hat {\phi }}(x-a)}
3. La misma representación anterior representa a los elementos del grupo de Lorentz como: {\displaystyle U(\Lambda )^{\dagger }{\hat {\phi }}(x)U(\Lambda )={\hat {\phi }}(\Lambda ^{-1}x)}
4. La interacción entre dos observaciones está limitada por relaciones de localidad: {\displaystyle \eta _{\alpha \beta }(x^{\alpha }-y^{\alpha })(x^{\beta }-y^{\beta })\quad \Rightarrow \quad [{\hat {\phi }}(x),{\hat {\phi }}(y)]=0}

Puede demostrarse que en un campo libre que es combinación lineal de operadores de creación y destrucción y satisface los axiomas 1) a 3) anteriores entonces, salvo un factor constante multiplicativo, es de la forma:

{\displaystyle {\hat {\boldsymbol {\phi }}}=\int _{-\infty }^{+\infty }\left(e^{i\mathbf {k} \cdot \mathbf {r} }{\hat {\mathbf {a} }}_{\mathbf {k} }+e^{-i\mathbf {k} \cdot \mathbf {r} }{\hat {\mathbf {a} }}_{\mathbf {k} }^{\dagger }\right){\frac {d^{3}\mathbf {k} }{(2\pi )^{3}2\omega _{k}}}}